# Juan Iturralde y Suit
Juan Iturralde y Suit (Pamplona, 26 d'octubre de 1840 - Barcelona, 17 d'agost de 1909) fou un historiador, assagista i pintor navarrès.
Va estudiar el batxillerat i va iniciar la carrera Enginyer que va abandonar per motius de salut. Per iniciativa del seu pare que era director de Banc va estudiar Comerç a Bordeus i a París va aprendre a dibuixar i a pintar.
En tornar a Pamplona es va integrar en l'ambient foralista de l'època, reivindicant la independència del regne de Navarra, serien temes d'investigació les referides a la seva conquesta. Molt preocupat per la cultura basca i la seva llengua el basc va projectar, en 1868, crear una societat cultural basca a Navarra. Per a això va reunir a Pablo Ilarregui Alonso, secretari de l'ajuntament de Pamplona, historiador i poeta, al metge militar i humanista Nicasio Landa, al sacerdot Esteban Obanos Urriza entre d'altres, amb els quals van fer una crida a intel·lectuals d'Àlaba, Guipúscoa i Biscaia. Aquest projecte va ser interromput per la Tercera Guerra Carlina.
Fou regidor de l'Ajuntament de Pamplona entre 1868 i 1872.
Acabada la guerra Carlina Iturralde va congregar a un grup de prestigiosos intel·lectuals navarresos amb els quals va fundar l'Associació Euskara de Navarra el 1878, predecessora de les Societat d'Estudis Bascos. Va ser el seu secretari i president de la secció "Etnografia, Art, Història i Legislació". També va dirigir la revista Euskara entre 1878 i 1883.
Va ser membre de la Reial Acadèmia de la Història, així com de la de Belles Arts, secretari i vicepresident de la "Comisión de Monumentos Históricos y Artísticos".
Pioner en les investigacions sobre la prehistòria navarresa que analitzà com a arqueòleg. Col·laborà en nombroses publicacions periòdiques com El Eco de Navarra, Lau Buru (1882), Euskal-Erria (1882-1888), El Arga, La Joven Navarra (1860), Revista Euskara, El Ateneo, La Ilustración Navarra (1886), Revista del Antiguo Reino de Navarra (1888) i al Boletín de la Comisión de Monumentos de Navarra.
En memòria seva es va donar el seu nom a un carrer del Segon Eixample de Pamplona, la seva ciutat natal.